# 鹊岸之战
鹊岸之战，公元前537年（周景王八年，鲁昭公五年，楚灵王四年，吴王馀眛七年），在吴楚交兵中，吴国在鹊岸击败楚国的作战。
为了报复上一年棘地、栎地、麻地的战役，前537年十月，楚灵王带领蔡国、陈国、许国、顿国、沈国、徐国、越国等诸侯和东夷的军队进攻吴国。薳射带领繁扬（今河南省新蔡县西北）的军队在夏汭（今安徽省寿县淮河转弯处）会师，越国的大夫常寿过领兵和楚王在琐地（今安徽省霍邱县东）会合。吴军出动，薳启强领兵迎战、没有设防，吴国人在鹊岸（今安徽省无为县西南）击败了楚军。楚灵王乘坐驿车到达罗汭。吴王派他的兄弟蹶由到楚营犒劳军队，被楚国抓获。楚军在罗汭渡河，沈尹赤和楚灵王会合，驻在莱山，薳射率领繁扬之师先进入南怀，楚军在后相随。到达汝清，不能进入吴国。楚灵王就在坻箕之山检阅军队。楚国撤退，带着蹶由回国。楚灵王派沈尹射在巢地（今安徽省巢湖市），薳启强在雩娄（今安徽省金寨县北），防备吴国。